# Platysace lanceolata
Platysace lanceolata är en flockblommig växtart som först beskrevs av Jacques-Julien Houtou de La Billardière, och fick sitt nu gällande namn av George Claridge Druce. Platysace lanceolata ingår i släktet Platysace och familjen flockblommiga växter. Inga underarter finns listade i Catalogue of Life.